# Эрард, Майкл
Майкл Эрард (англ. Michael Erard, 1967 г. р.) — американский лингвист, литератор и журналист.
Пишет о лингвистике и лингвистах, а также о культуре и технологиях. Доктор философии (2000).
Сотрудничает с Morning News.
Начал писать для газет с 14 лет.
Окончил Уильямс-колледж (бакалавр американистики с отличием, 1990).
Степени магистра лингвистики (1996) и доктора философии по английскому языку со специализацией по риторике и лингвистике (2000) получил в Техасском университете в Остине. Одновременно в 1996—2001 годах работал там ассистент-инструктором.
После окончания колледжа преподавал английский язык за рубежом.
В 1999—2001 гг. приглашённый ассистент-профессор Юго-Западного университета (Southwestern University) в Техасе.
Эрард оставил свою академическую карьеру для журналистики.
В 2003—2010 годах — независимый литератор.
В 2003—2007 годах — также литератор-консультант Техасского университета в Остине.
С сентября 2008 года консультирующий лингвист, с февраля 2010 года старший исследователь Frameworks Institute.
Живёт в Остине, Техас.
Состоит в Американской ассоциации содействия развитию науки.
Публиковался в The New York Times, The New York Times Book Review, Science, Wired, Nautilus, Slate, The Atlantic, New Scientist, Reason, The Morning News.
Автор двух популярно-лингвистических книг. Его вторая книга, посвящённая феномену полиглота, «Babel No More», была переведена на русский и арабский языки.

## Публикации

### На русском языке
- «Феномен полиглотов» Альпина Бизнес Букс; Москва; 2012. ISBN 978-5-91657-502-6

### На английском языке
- Um…: Slips, Stumbles, and Verbal Blunders, and What They Mean (Pantheon, 2007)
- Babel No More: The Search for the World’s Most Extraordinary Language Learners (Free Press, 2012)